# Månen tur och retur (del 2)
Månen tur och retur (del 2), fransk originaltitel On a marché sur la Lune, är det sjuttonde i en serie klassiska seriealbum, skrivna och illustrerade av belgaren Hergé, vars titelfigur är den unge reportern Tintin.
Albumet publicerades på franska 1954, efter att serierna publicerats under perioden 29 oktober 1952–30 december 1953. Det kom 1969 för första gången ut i svensk översättning, som Illustrationsförlagets Tintin-album nummer 8.
Undertiteln på 2004 års utgåva med nyöversättning till svenska av Björn Wahlberg är De första stegen på månen, en ungefärlig översättning av originaltiteln.

## Handling
Berättelsen fortsätter från Månen tur och retur (del 1) där professor Kalkyl tar Tintin och kapten Haddock till raketen som startar sin färd till månen. De får en överraskning när Dupondtarna dyker upp i raketen. De trodde att raketen skulle gå klockan 1.34 på eftermiddagen och inte på natten. Då syret på raketen inte är avsett för så många personer har de ett problem, men får helt enkelt hoppas att det går bra ändå. När de anländer till månen sätter Tintin sin fot på den steniga marken som den första människan på månen. Men faran lurar. En skurk som visar sig vara överste Jorgen gömmer sig i raketen för att försöka flyga den till sitt eget land, med hjälp av Frank Wolff som är dubbelagent. Tintin blir övermannad av honom, men Wolff drabbas av dåligt samvete, och slagsmål utbryter varpå Jorgen omkommer. Medveten om den alltmer påtagliga syrebristen bestämmer sig Wolff för att offra sig själv för att rädda de andra och lämnar raketen genom att falla ut i rymden. Vid återkomsten till jorden har samtliga ombord svimmat av syrebristen, men efter inandning av syrgas mår alla bra igen, utom Kapten Haddock. Sjukvårdspersonalen tror att han kan vara döende och säger "och han var ju även en storkonsument av whisky", och då vaknar Haddock till liv när han hör ordet "whisky", och är helt återställd.

## Övrigt
- Den mystiska sjukdom som drabbade Dupondtarna i Det svarta guldet drabbar dem även här, olyckligtvis ombord på rymdraketen. Sjukdomens symptom är följande: okontrollerad och kolorerad hårväxt på huvudet och i ansiktet samt utstötande av bubblande sekret ur munnen. Sjukdomen har inget namn; den är troligtvis ofarlig men har bisarra symptom.
- Under resan till månen passerar man asteroiden 2101 Adonis. I verkligheten ligger aldrig den asteroiden mellan jorden och månen, men på 1950-talet var Adonis starkt ovanliga bana inte helt känd.
- Rymdfarkosten som huvudpersonerna färdas i från Jorden till Månen och tillbaka är baserad på Tysklands V2-raketer från andra världskriget.[2]